# Giambattista Valli
Pour les articles homonymes, voir Valli (homonymie).
Giambattista Valli est un styliste italien qui présente ses collections de prêt-à-porter et de haute couture à Paris. Il a été  également responsable de la ligne féminine Gamme Rouge chez Moncler.

## Jeunesse
Giambattista Valli né à Rome, reçoit au cours d'une enfance conservatrice, son éducation d'une des écoles religieuses. Son intérêt pour la mode lui vient comme une révélation à l’âge de huit ans.
Pendant ses études en école d'art dans les années 1980, il a esquissé des copies d'aquarelles réalisés par Yves Saint Laurent son maitre à penser, et est influencé par les dessins de Gruau pour Dior, et Cocteau. Giambattista Valli est diplômé d’une licence en Art. Il intègre en 1986 l’Institut Européen du Design (Istituto Europeo di Design) à Rome puis entreprend un cours d’illustration en 1987 à l'école de Central Saint Martins à Londres.
Il obtient son premier emploi dans le monde de la mode par Cecilia Fanfani dans la planification des défilés de mode à Rome. Puis un travail de relations publiques avec Roberto Capucci qui le conduit à une promotion dans l'équipe de conception.

## Carrière
Giambattista Valli a lancé sa marque en 2005, annonçant son premier salon du prêt-à-porter à Paris, où il avait quitté l'Italie pour réaliser son rêve de créer une véritable «Maison», à la suite d'expériences chez Roberto Capucci, Fendi et comme directeur de création d’Emanuel Ungaro.
Le siège de la Maison s’est établi dans un bâtiment historique situé rue Boissy d’Anglas, qui abrite également son magasin principal entièrement destiné aux collections de prêt-à-porter, de maroquinerie et d’accessoires (chaussures, sacs et bijoux).
En juillet 2011, Giambattista Valli présente sa première collection Couture et est admis comme membre officiel de la Chambre syndicale de la haute couture,
En 2014, il lance Giamba, sa nouvelle ligne de prêt-à-porter.
De 2008 à 2017, Giambattista Valli a été directeur de la création de Moncler Gamme Rouge.
Giambattista Valli est récompensé du Star Honoree Award du Fashion Group International en 2011 à New York et le prix du meilleur designer de l'année de Elle China en 2013 et de Marie Claire Spain en 2015.
Amal Clooney, Rihanna, la reine Rania de Jordanie, Ariana Grande, Kendall Jenner, Gwyneth Paltrow font partie de ceux qui portent ses créations.
Détenue principalement par Giambattista Valli, mais avec une participation minoritaire d’Artemis (groupe d’investissement de la famille Pinault) depuis 2017 la marque possède des magasins à Paris, Londres, Milan, Saint-Tropez, Doha, Séoul et Beijing et est distribuée à l’international avec plus de 245 points de vente.
Le 29 Septembre 2023, au Musée Picasso-Paris, Dame Anna Wintour , CH DBE, a remis les insignes de Chevalier de l’ Ordre des Arts et des Lettres à Monsieur Giambattista Valli, en présence de Madame Diana Widmaier Picasso  et de nombreuses personnalités.